# Кіота (Оклахома)
Кіота (англ. Keota) — місто (англ. town) в США, в окрузі Гаскелл штату Оклахома. Населення — 437 осіб (2020).

## Географія
Кіота розташована за координатами 35°15′27″ пн. ш. 94°55′20″ зх. д. / 35.25750° пн. ш. 94.92222° зх. д. (35.257388, -94.922314).  За даними Бюро перепису населення США в 2010 році місто мало площу 0,98 км², з яких 0,98 км² — суходіл та 0,00 км² — водойми.

## Демографія
Згідно з переписом 2010 року, у місті мешкали 564 особи в 211 домогосподарстві у складі 151 родини. Густота населення становила 574 особи/км².  Було 252 помешкання (257/км²).
Расовий склад населення:
| - 76,1 % — білих - 15,2 % — корінних американців - 1,4 % — азіатів |

До двох чи більше рас належало 6,4 %. Частка іспаномовних становила 4,1 % від усіх жителів.
За віковим діапазоном населення розподілялося таким чином: 27,7 % — особи молодші 18 років, 56,3 % — особи у віці 18—64 років, 16,0 % — особи у віці 65 років та старші. Медіана віку мешканця становила 32,8 року. На 100 осіб жіночої статі у місті припадало 93,8 чоловіків;  на 100 жінок у віці від 18 років та старших — 91,5 чоловіків також старших 18 років.
Середній дохід на одне домашнє господарство  становив 39 707 доларів США (медіана — 25 313), а середній дохід на одну сім'ю — 51 073 долари (медіана — 33 125). Медіана доходів становила 41 250 доларів для чоловіків та 31 364 долари для жінок. За межею бідності перебувало 32,4 % осіб, у тому числі 36,9 % дітей у віці до 18 років та 17,6 % осіб у віці 65 років та старших.
Цивільне працевлаштоване населення становило 206 осіб. Основні галузі зайнятості: освіта, охорона здоров'я та соціальна допомога — 31,6 %, будівництво — 17,0 %, науковці, спеціалісти, менеджери — 11,7 %, сільське господарство, лісництво, риболовля — 11,2 %.